# 3689 Єйтс
3689 Єйтс (3689 Yeates) — астероїд головного поясу, відкритий 5 травня 1981 року.
Тіссеранів параметр щодо Юпітера — 3,270.
Названо на честь австралійського геолога Ентоні Н. Єйтса. 1975 року, під час картографічних робіт на краю Великої піщаної пустелі, група геологів під керівництвом Єйтса відкрила метеоритний кратер Вівера, п'ятнадцятий з ліку всіх відомих на Землі.